# Loyal Brave True
„Loyal Brave True” to piosenka wykonywana przez amerykańską wokalistkę Christinę Aguilerę i pochodząca ze ścieżki dźwiękowej do filmu Disneya Mulan (2020). Wyprodukowana przez Jamiego Hartmana, została wydana na singlu 6 marca 2020 roku. Jest to ballada popowa, w której Aguilera śpiewa o lojalności i odwadze, a także o odnajdywaniu w sobie siły oraz zwyciężaniu osobistych bitew.
Piosenka weszła na listy przebojów w licznych krajach azjatyckich, a także w Wielkiej Brytanii (gdzie zajęła miejsce 49. notowania UK Download Chart), w Kanadzie, Francji czy Stanach Zjednoczonych (gdzie uplasowała się w czołowej dziesiątce zestawienia Billboardu Adult Contemporary).
Nagranie zyskało pozytywne recenzje krytyków muzycznych i było nominowane do nagród People’s Choice oraz CIC (Chicago Indie Critics). W lutym 2021 roku zdobyło też prenominację do Oscara w kategorii najlepsza piosenka oryginalna (jako jeden z piętnastu wyłonionych kandydatów).

## Informacje o utworze

### Tło
W latach dziewięćdziesiątych Christina Aguilera była uczestniczką dziecięcego talent show The Mickey Mouse Club, nadawanego przez telewizję Disney Channel. W 1998 roku artystce zaoferowano nagranie piosenki „Reflection”, która powstała z myślą o filmie animowanym Mulan. Były to pierwsze kroki wokalistki w przemyśle fonograficznym. Dwie dekady później ruszyły prace nad aktorskim remakiem disnejowskiego klasyku. 26 lutego 2020 roku podczas koncertu otwierającego trzeci segment rezydentury The Xperience Aguilera zapowiedziała premierę nowej wersji „Reflection”, ponadto przyznając, że nagrała dodatkowy materiał na ścieżkę dźwiękową Mulan.

Nagranie „Reflection” zbiegło się z podpisaniem pierwszego kontraktu płytowego. Powrót do świata Mulan, tak głębokiego znaczeniowo, jest dla mnie czymś niesamowitym. Znaczenia w tym filmie przetrwały próbę czasu: powinniśmy zostać szczerzy, wierni wobec siebie samych; zawsze bądźmy sobą i uczmy innych, jak być nieustraszonym. Mój nowy utwór, „Loyal Brave True”, pokazuje, jak wyważyć równowagę między wrażliwością a siłą.

Mitchell Leib, dyrektor ds. muzyki i ścieżek dźwiękowych w Walt Disney Studios, chwalił sobie współpracę z Aguilerą, uznając, że „wniosła ona do filmu swój naturalny talent i dojrzałość artystyczną”. To Leib wyłonił Aguilerę jako kandydatkę do nagrania utworu, bo pracowała już wcześniej przy filmie Disneya.

### Kompozycja
Utwór powstał w aranżacji na fortepian z orkiestrą smyczkową i bębnami, a podczas nagrań wykorzystano tradycyjne instrumenty chińskie, na przykład guzheng. Jest balladą popową, odwołującą się do historii Hua Mulan − postaci disnejowskiej i córki wojownika, granej w remake’u przez Liu Yifei. Aguilera śpiewa: „Wojna to nie wolność. Dla rodziny zrobię wszystko − oto powód, dla którego oddycham. Mam tak dużo do stracenia.” W refrenie pada pytanie: „Czy pod zbroją jestem lojalna, dzielna i szczera?” Podmiot liryczny, podobnie jak Mulan, musi odnaleźć w sobie siłę i zwyciężyć bitwę, ale powątpiewa w swoją wartość. Melodia utworu kilkukrotnie przywoływana jest w toku filmu. Autorami tekstu są Jamie Hartman, Harry Gregson-Williams, Rosi Golan i Billy Crabtree, a za produkcję odpowiada pierwszy z wymienionych. Hartman był autorem i koproducentem dance-popowej piosenki „Army of Me”, zawartej na albumie Aguilery Lotus (2012). Gregson-Williams uznał możliwość napisania utworu dla Aguilery za „emocjonujące przeżycie”. W kontekście filmu napis „忠、勇、真” (po angielsku oznaczający właśnie loyal, brave, true) widnieje na mieczu, który Mulan wykrada ojcu. Wyryte na żelaznej broni słowa odzwierciedlają wartości szczególnie ważne dla bohaterki.
Równocześnie z piosenką „Loyal Brave True” wydano jej wersję hiszpańskojęzyczną: „El mejor guerrero” (dosł. najlepszy wojownik).

## Wydanie singla
Piosenka została wydana na singlu 6 marca 2020 roku nakładem wytwórni Walt Disney Records, podobnie jak jej wersja hiszpańskojęzyczna. 12 września utwór zadebiutował na antenie najpopularniejszej stacji brytyjskiej, BBC Radio 2.
28 czerwca 2020 nagranie zajęło pierwsze miejsce Listy Przebojów Muzyki Filmowej, kompilowanej przez stację RMF Classic.
Pod koniec października 2020 „Loyal Brave True” był najczęściej dodawanym utworem w amerykańskich radiofoniach w formacie AC oraz Canada AC.

## Opinie
Piosenkę chwalili między innymi aktor hongkońskiego pochodzenia Tzi Ma oraz Azealia Banks. Raperka uznała „Loyal Brave True” za „inspirujący hit”. W rankingu serwisu Entertainment Focus prezentującym najlepsze utwory popowe pierwszego kwartału 2020 roku „Loyal Brave True” zajął szóste miejsce. Kiedy w lutym 2021 roku nagranie zyskało prenominację do Nagrody Akademii Filmowej w kategorii najlepsza piosenka oryginalna, w serwisie Prime News pisano, że „kawałek Aguilery staje się czarnym koniem w walce o Oscara”.

### Recenzje
Nagranie zostało pozytywnie ocenione przez krytyków muzycznych. Jackson McHenry z serwisu o popkulturze Vulture wnioskował, że jest ono godne nagród. W omówieniu dla magazynu Billboard Bianca Gracie pisała, że utwór jest uwspółcześniony i potęguje w słuchaczu ducha walki, co dobrze przekłada się na historię Mulan. Dziennikarz tygodnika Entertainment Weekly Joey Nolfi porównał śpiew Aguilery do okrzyku bojowego. Uznał, że piosenka „prowadzona jest delikatnie”, ale ma „porywającą, gromką konkluzję”. Według Jeremy’ego Konrada z portalu Bleeding Cool nagranie charakteryzuje się typowymi dla Aguilery, silnymi wokalami, co pasuje do epickiego charakteru filmu. Gary James, piszący dla Entertainment Focus, przeciwnie, chwalił Aguilerę za powściągliwy wokal: „jej głos, w swoim delikatnym wydaniu, brzmi po prostu magicznie”. Pozytywną notę wydała singlowi Magda Fijołek (Spider’s Web): „Nowa Mulan ma się znacznie różnić od oryginału, ale jedno pozostaje niezmienne: Christina Aguilera to marka sama w sobie”. Albert Nowicki, redaktor Filmawki, chwalił Aguilerę za „płomienistą”, „namiętną” interpretację wokalną, a samej piosence przypisał „bondowskie brzmienie”, wróżąc jej nominację do Oscara.
Zdaniem Kimberley Spinney, redaktorki serwisu FanSided, utwór przyprawia o ciarki na plecach i zachęca do obejrzenia filmu, choć „nie jest tak piękny jak «Reflection»”. W artykule z listopada 2020 roku dziennikarz Variety Clayton Davis obstawiał, że nagranie zdobędzie nominację do Oscara w kategorii najlepsza piosenka oryginalna. Kiedy utwór nie został nominowany do Nagrody Akademii Filmowej, w magazynie Rolling Stone pisano o przykrym zaskoczeniu, o tym, że twórcy zostali „okradzeni”. W grudniu 2020 współpracujący z serwisem Idolator Mike Wass nazwał „Loyal Brave True” jedną z najlepszych piosenek popowych roku, a w osobnym artykule – jednym z najbardziej niedocenionych utworów minionych miesięcy.

## Teledysk

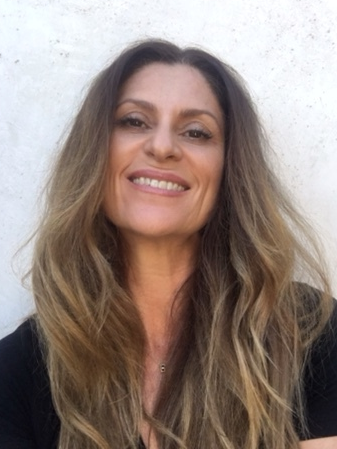
Reżyserka teledysku Niki Caro.

6 marca 2020 roku w serwisie YouTube, na kanale należącym do Walt Disney Studios, opublikowano wideoklip przedstawiający krótkie fragmenty filmu Mulan oraz wykorzystujący urywek z piosenki „Loyal Brave True”. W tym samym czasie w sieci udostępniono też promocyjne wideoklipy tekstowe (lyric video).
Na początku marca 2020 zapowiedziano, że Niki Caro, reżyserka Mulan, odpowiada też za powstanie teledysków do „Loyal Brave True” i „Reflection”. Większość materiału nakręcono metodą chroma key (na greenscreenie). 13 sierpnia Aguilera opublikowała w sieci teaser wideoklipu, który w swej pełnej formie ukazał się nazajutrz. W klipie przeplatają się ujęcia śpiewającej Aguilery na tle surrealnych, krwistoczerwonych fal oraz wizualizacje z udziałem tytułowej Mulan, która między innymi demonstruje swoje umiejętności w walce mieczem. Wokalistka ma na sobie zwiewną, ciemną suknię o zdekonstruowanym kroju, a jej włosy zaczesane są w kok. Strój zaprojektowany został w stylu haute couture i inspirowany był tradycyjną modą chińską. Teledyski do piosenek „Loyal Brave True” i „El mejor guerrero” (wersji hiszpańskojęzycznej) ukazały się równocześnie w serwisie YouTube, na kanale DisneyMusicVEVO. Rebecca Murray, redaktorka serwisu Showbiz Junkies, pierwszy z wideoklipów uznała za „wspaniały”, a dziennikarz Billboardu Glenn Rowley nazwał go „triumfem”. Rajat Tripathi (Latestly.com) zwrócił uwagę na psychodeliczny ton widea. Dirk Libbey z portalu CinemaBlend stwierdził, że teledysk wygląda jak muzyczny motyw przewodni z filmu o Jamesie Bondzie. Anita Tai z witryny Entertainment Tonight Canada pochwaliła klip za elegancję Aguilery.
Wideoklip był chwalony za stylową, artystyczną aranżację oraz występ Aguilery. Pisano też, że „sprzedaje” film lepiej niż sam zwiastun. Prostota i minimalizm teledysku wynikają w znacznej mierze z zasad dystansu społecznego, przyjętych w Stanach Zjednoczonych na czas pandemii koronawirusa.

### Współtwórcy
- Reżyseria: Niki Caro[64]
- Stylizacja: Karen Clarkson[65]
- Dobór biżuterii: Alan Crocetti[66]

## Promocja i wykonania koncertowe
10 marca 2020 roku Aguilera gościła w programie ABC Jimmy Kimmel Live!, gdzie po raz pierwszy wykonała utwór przed publicznością. Redaktor serwisu That Grape Juice uznał występ za „mistrzostwo powściągliwości”, chwaląc przy tym tembr głosu piosenkarki, a Bianca Gracie (Billboard) pisała o „potężnym wokalu” i „godnych uznania strunach głosowych” Aguilery. Promocja singla została następnie wstrzymana z powodu pandemii koronawirusa. 18 sierpnia udostępnione zostały zwiastuny kinowe oraz spoty telewizyjne filmu Mulan, w których wykorzystano fragmenty „Loyal Brave True”. 31 sierpnia stacja ABC wyemitowała odcinek programu Good Morning America, w którym Aguilera wykonuje piosenki „Loyal Brave True” oraz „Reflection”. Z racji epidemii występ nagrano zdalnie, przed premierą odcinka, a ekipa realizacyjna miała na sobie maski ochronne. Reżyserem widowiska był Clément Oberto. Artystka zaśpiewała utwory w naturalnie oświetlonym ogrodzie, ubrana w czarny żakiet oraz szpilki „Opyum” Yves’a Saint Laurenta, z krwistoczerwoną szminką na ustach. Występ opublikowano następnie na kanale DisneyMusicVEVO w serwisie YouTube. 17 września wokalistka gościła w studiu Zane’a Lowe, który przeprowadził z nią wywiad w ramach swojej audycji At Home with Apple Music. Podczas rozmowy promowano piosenki „Loyal Brave True” i „Reflection”.
Jesienią 2021 roku Aguilera wykonała utwór w Lake Buena Vista, podczas ceremonii celebrującej pięćdziesięciolecie powstania parku rozrywki Walt Disney World. W styczniu 2022 piosenkę zaśpiewano podczas wydarzenia organizowanego przez przedsiębiorstwo Zoom Video Communications.

## Spuścizna
W 2021 roku piosenkę wykonały uczestniczki dwóch programów typu talent show: Pamela Yuri na łamach The Voice Brasil oraz Gabriela Marszał w polskiej odsłonie The Voice Kids.

## Nagrody i wyróżnienia
| Rok  | Ceremonia                    | Nagroda                                           | Rezultat     |
| ---- | ---------------------------- | ------------------------------------------------- | ------------ |
| 2020 | People’s Choice Awards       | najlepsza piosenka ze ścieżki dźwiękowej do filmu | Nominacja    |
| 2021 | Academy Awards               | najlepsza piosenka oryginalna                     | Prenominacja |
| 2021 | Chicago Indie Critics Awards | najlepsza piosenka oryginalna                     | Nominacja    |

## Twórcy
Informacje za Tidal:
- Główne wokale: Christina Aguilera
- Producent: Jamie Hartman
- Autor: Billy Crabtree, Harry Gregson-Williams, Jamie Hartman, Rosi Golan
- Miksowanie: Manny Marroquin

## Pozycje na listach przebojów
| Kraj/region          | Notowanie (2020)            | Wydawca           | Najwyższa pozycja |
| -------------------- | --------------------------- | ----------------- | ----------------- |
| Bośnia i Hercegowina | Airplay Chart               | Soundcharts       | 39                |
| Chiny                | Airplay Chart               | Soundcharts       | 18                |
| Chiny                | Top 20 Singles              | T4C               | 1                 |
| Filipiny             | Top 30 Singles              | Music Weekly Asia | 22                |
| Francja              | Official Singles Chart      | SNEP              | 164               |
| Indonezja            | Top 30 Singles              | Music Weekly Asia | 14                |
| Indonezja            | Top 50 Singles              | Creative Disc     | 19                |
| Japonia              | Top 20 Singles              | T4C               | 2                 |
| Kambodża             | Top 30 Singles              | Music Weekly Asia | 22                |
| Kanada               | Canadian Digital Song Sales | Billboard         | 45                |
| Korea Południowa     | Airplay Chart               | Soundcharts       | 10                |
| Malezja              | Top 30 Singles              | Music Weekly Asia | 24                |
| Singapur             | Airplay Chart               | Soundcharts       | 18                |
| Singapur             | Airplay Chart               | Soundcharts       | 61                |
| Singapur             | Top 30 Singles              | Music Weekly Asia | 7                 |
| Stany Zjednoczone    | AC Chart                    | Mediabase         | 10                |
| Stany Zjednoczone    | Adult Contemporary          | Billboard         | 10                |
| Stany Zjednoczone    | Digital Song Sales          | Billboard         | 24                |
| Stany Zjednoczone    | Top Adds                    | Mediabase         | 1                 |
| Szkocja              | Top 100 Singles             | OCC               | 61                |
| Tajlandia            | Top 30 Singles              | Music Weekly Asia | 29                |
| Tajwan               | Airplay Chart (Daily)       | Soundcharts       | 17                |
| Tajwan               | Airplay Chart (Weekly)      | Soundcharts       | 38                |
| Urugwaj              | Airplay Chart (Daily)       | Soundcharts       | 9                 |
| Urugwaj              | Airplay Chart (Weekly)      | Soundcharts       | 205               |
| Wielka Brytania      | Radio Top 100 Songs         | Top Charts        | 4                 |
| Wielka Brytania      | UK Download Chart           | OCC               | 49                |

Notowania radiowe/internetowe
| Kraj      | Notowanie (2020)                | Wydawca     | Najwyższa pozycja | Data osiągnięcia pozycji szczytowej |
| --------- | ------------------------------- | ----------- | ----------------- | ----------------------------------- |
| Indonezja | Elfara 40 Wow                   | Elfara FM   | 3                 | 2020−05−03                          |
| Indonezja | Pinguin Hot Music Chart         | Pinguin FM  | 4                 | 2020−05−09                          |
| Polska    | Lista Przebojów Muzyki Filmowej | RMF Classic | 1                 | 2020−06−28                          |
| Turcja    | Top 40 Songs                    | Radyo ODTÜ  | 3                 | 2020–07–31                          |

### Listy końcoworoczne
| Kraj              | Notowanie (2020)   | Wydawca   | Pozycja |
| ----------------- | ------------------ | --------- | ------- |
| Stany Zjednoczone | Adult Contemporary | Billboard | 41      |

| Kraj              | Notowanie (2021)   | Wydawca   | Pozycja |
| ----------------- | ------------------ | --------- | ------- |
| Stany Zjednoczone | Adult Contemporary | Billboard | 43      |

## Historia wydania
| Region            | Data             | Format                      | Wytwórnia                                   |
| ----------------- | ---------------- | --------------------------- | ------------------------------------------- |
| Stany Zjednoczone | 6 marca 2020     | digital download, streaming | Walt Disney Records                         |
| Wielka Brytania   | 6 marca 2020     | digital download, streaming | Walt Disney Records                         |
| Indonezja         | 6 marca 2020     | digital download, streaming | Walt Disney Records                         |
| Kanada            | 6 marca 2020     | digital download, streaming | Walt Disney Records, Universal Music Canada |
| Wielka Brytania   | 12 września 2020 | airplay                     | Walt Disney Records                         |